# Futbol'nyj Klub Dnipro
Il Futbol'nyj Klub Dnipro (in ucraino ФК Днiпро?), è stata una società di calcio di Dnipro, in Ucraina.

## Storia
Il club venne fondato nel 1918 come BRIT (Brjans'kyj Robitnyčyj Industrial'nyj Technikum) Dnepropetrovsk. Sette anni più tardi, il 9 maggio 1925 divenne la squadra della fabbrica Petrovs'kyj; proprio per questo l'anno seguente venne rinominato Petrovec'. Il club partecipò alla prima competizione sovietica con il nome di Stal (dal russo acciaio), in una delle leghe minori del campionato sovietico. Nel 1947 lo Stal si fuse con un altro club di Dnipropetrovsk, la Dynamo Dnipropetrovsk. Dal 1949 al 1961 il club utilizzò il nome di Metalurg, e nel 1954 la squadra raggiunse le semifinali della Coppa dell'Unione Sovietica, dove venne sconfitta dallo Spartak Erevan.
Nel 1961 il club venne sponsorizzato dalla Jugmaš, al tempo una delle più importanti e potenti industrie dell'intera Unione Sovietica: il nuovo sponsor impose il cambiamento di nome in Dnepr, ma, nonostante gli ingenti capitali apportati, fino al 1968 la situazione, da un punto di vista sportivo, non migliorò. Fu con l'ingaggio di Andrij Biba e l'arrivo del nuovo allenatore Valerij Lobanovs'kyj che la squadra prese a mietere successi, con la promozione in soli tre anni nella massima serie del campionato sovietico e il raggiungimento del sesto posto (su 16 squadre) nel 1972.
Nel 1973 e nel 1976 il Dnepr raggiunse le semifinali Coppa dell'Unione Sovietica. Nel 1978 il club venne retrocesso e partecipò per due anni nella seconda divisione. Nel 1981 la dirigenza decise di affidare la squadra a due giovani allenatori promettenti, Volodymyr Jemec' e Hennadij Žyzdyk, e dopo due anni, nel 1983 la squadra conquistò il primo storico campionato sovietico, successo bissato nel 1988 sotto la guida di Jevhen Kučerevs'kyj.
Dopo la dissoluzione dell'Unione Sovietica, il Dnepr modificò il proprio nome nell'ucraino Dnipro e i colori da rosso e bianco in celeste, bianco e blu, divenendo uno dei club fondatori del campionato ucraino. La squadra si classificò al secondo posto nel 1993, e al terzo nel 1992, 1995, 1996, 2001, 2004, non riuscendo mai a cogliere bottino pieno. Questa situazione si è ripetuta anche nella Coppa d'Ucraina, dove raggiunse le finali del 1995, 1997 e 2004, tutte perse contro lo Šachtar. Nel 2012 gli ucraini dopo essere arrivati al quarto posto nel campionato ucraino si qualificano ai play-off dell'Europa League.

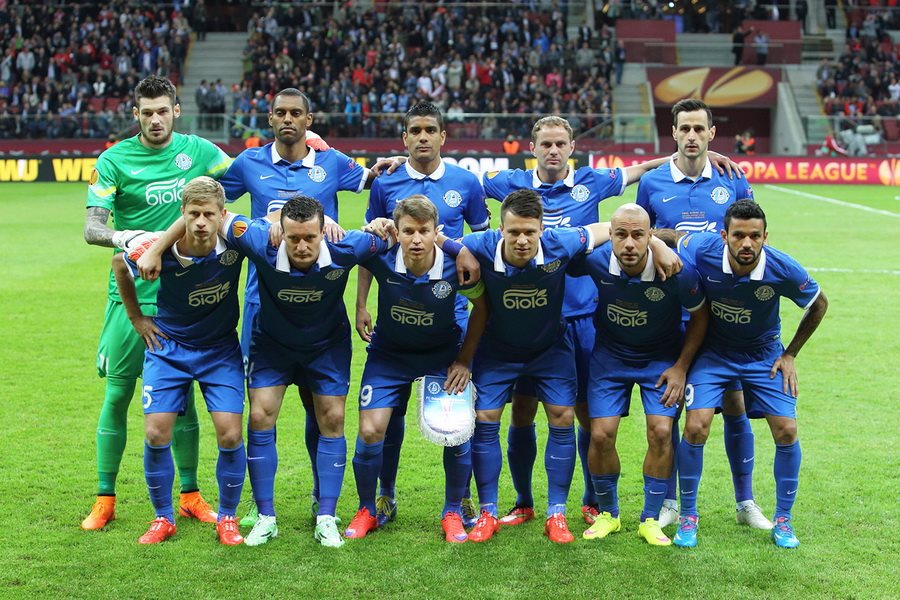
Il Dnipro finalista in UEFA Europa League 2014-2015

Nella stagione 2014-2015 per la prima volta nella sua storia il Dnipro si qualifica per la finale di Europa League. Il cammino degli ucraini inizia nei play-off, quando il club di Dnipropetrovsk esclude l'Hajduk Spalato (2-1); inserito nella fase a gironi assieme ad Inter, Qarabag e Saint-Etienne, il Dnipro parte male, ma un successivo cambio di marcia porta gli ucraini a conquistare due importanti vittorie contro Qarabag (1-2) e, soprattutto, contro il Saint-Etienne (1-0) all'ultima giornata, che consentono loro di passare alla fase ad eliminazione diretta dove estromettono a sorpresa dapprima l'Olympiacos, poi l'Ajax (con la regola dei gol fuori casa) ed, infine, il Club Bruges. In semifinale il club si ritrova di fronte al Napoli e, pur da sfavoriti, gli ucraini pareggiano in Italia 1-1 e vincono all'Olimpico di Kiev per 1-0, approdando così alla loro prima finale europea dove sono battuti dai detentori del trofeo, gli spagnoli del Siviglia, vittoriosi per 3-2.
Da qui in avanti, tuttavia, ha inizio il rapido declino del Dnipro. Il 31 marzo 2016 la UEFA squalifica la squadra per tre anni dalle competizioni europee per il mancato rispetto del fair play finanziario.
La stagione 2016-2017 è un vero fallimento per il club, penalizzato di sei punti ad ottobre 2016 e di altri tre punti in classifica ad aprile 2017, a causa del forte indebitamento nei confronti dell'ex allenatore Juande Ramos e della disastrosa situazione finanziaria. La squadra, retrocessa sul campo in seconda serie, è declassata dalla federcalcio ucraina in terza serie. Nel 2017-2018 chiude all'ottavo posto della classifica di terza serie, penalizzata di ben 18 punti, ma è poi declassata per delibera FIFA in quarta serie per le vicende pregresse.
Nel 2018-2019 conclude all'ottavo posto il gruppo 3 di quarta divisione, penalizzata di 9 punti. Nel giugno 2019 la squadra non si iscrive alla quarta divisione ucraina e, di conseguenza, cessa le proprie attività e si scioglie.

## Strutture

### Stadio
La Dnipro Arena, impianto che ospita le partite interne, ha una capacità di poco più di 31.000 spettatori.

## Allenatori
- Aleksandr Serdjukov (1939)
- Nikolaj Gutarev (gennaio-agosto 1946)
- Pëtr Bespalov (agosto-1 novembre 1946)
- Ivan Lukin (1947; 1949)
- Nikolaj Luščickij (1948; 13 agosto 1953-agosto 1954)
- Grigorij Balaba (gennaio-12 agosto 1953)
- Sergej Golod (agosto-dicembre 1954)
- Vsevolod Radikorskij (1955)
- Nikolaj Morozov (1956)
- Serafim Cholodkov (1957-settembre 1960; 1962)
- Michail Kolomoec (settembre-dicembre 1960)
- Gennadij Zabelin (gennaio-agosto 1961)
- Michail Didevič (agosto-dicembre 1961)
- Anatolij Zubrickij (gennaio-31 luglio 1963; 1964-1966)
- Leonid Rodos (1 agosto-dicembre 1963; 1967-30 ottobre 1968)
- Valerij Lobanovskij (31 ottobre 1968-21 ottobre 1973)
- Viktor Kanevskij (22 ottobre 1973-12 settembre 1977)
- Vadim Ivanov (13 settembre 1977-24 maggio 1978)
- Andrej Biba (25 maggio-11 giugno 1978)
- József Szabó (12 giugno 1978-30 maggio 1979)
- Leonid Koltun (31 maggio-6 giugno 1979; 8-19 giugno 1981)
- Viktor Lukašenko (7 giugno 1979-7 giugno 1981)
- Vladmir Emec (20 giugno 1981-1986)
- Evgenij Kučerevskij (1987-22 marzo 1992; 2002-settembre 2005)
- Mykola Pavlov (23 marzo 1992-1994)
- Oleksandr Lysenko (gennaio-14 aprile 1995; ottobre 2001)
- Bernd Stange (20 aprile-giugno 1995)
- V"jačeslav Hroznyj (1996-novembre 1997)
- Vadim Tyšenko (gennaio-16 ottobre 1998; 18 ottobre-19 settembre 2005; 19 settembre-2 ottobre 2010)
- Volodymyr Kobzarëv (16 ottobre 1998-aprile 1999)
- Leonid Koltun (23 aprile-19 luglio 1999)
- Mykola Fedorenko (20 luglio 1999-11 ottobre 2001)
- Oleh Protasov (18 dicembre 2005-29 agosto 2008)
- Volodymyr Beszonov (30 agosto 2008-18 settembre 2010)
- Juande Ramos (3 ottobre 2010-21 maggio 2014)
- Myron Markevyč (26 maggio 2014-29 giugno 2016)
- Dmytro Mychajlenko (30 giugno 2016-5 luglio 2017)
- Oleksandr Poklons'kyj (6 luglio 2017-)

## Palmarès

### Competizioni nazionali
- Campionato sovietico: 2

1983, 1988
- Pervaja Liga: 1

1971
- Coppa dell'URSS: 1

1988-1989
- Supercoppa dell'Unione Sovietica: 1

1989
- Coppa delle Federazioni sovietiche: 2  (record)

1986, 1989

### Altri piazzamenti
- Campionato sovietico:

Secondo posto: 1987, 1989
Terzo posto: 1984, 1985
- Pervaja Liga:

Secondo posto: 1980
Terzo posto: 1970
- Coppa dell'Unione Sovietica:

Semifinalista: 1954, 1973, 1976, 1982, 1987-1988
- Supercoppa dell'Unione Sovietica:

Finalista: 1983
- Coppa delle Federazioni sovietiche:

Finalista: 1990
- Campionato ucraino:

Secondo posto: 1992-1993, 2013-2014
Terzo posto: 1992, 1994-1995, 1995-1996, 2000-2001, 2003-2004, 2014-2015, 2015-2016
- Coppa d'Ucraina:

Finalista: 1996-1997, 2003-2004
Semifinalista: 1994-1995, 2000-2001, 2001-2002, 2002-2003, 2004-2005, 2010-2011, 2012-2013, 2014-2015, 2015-2016, 2016-2017
- UEFA Europa League:

Finalista: 2014-2015
- Coppa Intertoto UEFA:

Finalista: 2006

## Statistiche

### Statistiche nelle competizioni UEFA
Tabella aggiornata alla fine della stagione 2017-2018.
| Competizione                  | Partecipazioni | G  | V  | N  | P  | RF  | RS |
| ----------------------------- | -------------- | -- | -- | -- | -- | --- | -- |
| UEFA Champions League         | 2              | 12 | 5  | 3  | 4  | 15  | 13 |
| Coppa UEFA/UEFA Europa League | 11             | 79 | 36 | 18 | 25 | 104 | 80 |
| Coppa Intertoto               | 1              | 4  | 1  | 2  | 1  | 5   | 4  |

## Organico

### Rosa 2017-2018
Rosa e numerazione aggiornate al 23 gennaio 2018.
| N. |                    | Ruolo | Calciatore         |
| -- | ------------------ | ----- | ------------------ |
| 1  | Ucraina (bandiera) | P     | Ivan Ponomarenko   |
| 2  | Ucraina (bandiera) | D     | Dmytro Bondar      |
| 3  | Ucraina (bandiera) | C     | Dmytro Semenov     |
| 4  | Ucraina (bandiera) | D     | Oleksandr Kulinich |
| 5  | Ucraina (bandiera) | D     | Sergiy Palyukh     |
| 7  | Ucraina (bandiera) | C     | Dmytro Vergun      |
| 8  | Ucraina (bandiera) | C     | Ivan Budniak       |
| 9  | Ucraina (bandiera) | A     | Ivan Mykhailenko   |
| 11 | Ucraina (bandiera) | C     | Oleksiy Bandurin   |

| N. |                    | Ruolo | Calciatore           |
| -- | ------------------ | ----- | -------------------- |
| 14 | Ucraina (bandiera) | D     | Volodymyr Kirychuk   |
| 17 | Ucraina (bandiera) | C     | Oleg Ilyin           |
| 18 | Ucraina (bandiera) | C     | Denys Kostyshyn      |
| 19 | Ucraina (bandiera) | C     | Oleksandr Nazarenko  |
| 21 | Ucraina (bandiera) | C     | Maksym Voytikhovski  |
| 29 | Ucraina (bandiera) | C     | Egor Nazaryna        |
| 35 | Ucraina (bandiera) | A     | Artem Dovbyk         |
| 71 | Ucraina (bandiera) | P     | Viktor Babichyn      |
| 99 | Ucraina (bandiera) | P     | Oleksiy Bashtashenko |

### Rosa 2016-2017
Rosa e numerazione aggiornate al 30 gennaio 2017.
| N. |                    | Ruolo | Calciatore           |
| -- | ------------------ | ----- | -------------------- |
| 1  | Ucraina (bandiera) | P     | Oleksiy Bashtashenko |
| 2  | Romania (bandiera) | D     | Alexandru Vlad       |
| 3  | Ucraina (bandiera) | C     | Volodymyr Adamyuk    |
| 4  | Ucraina (bandiera) | D     | Serhij Kravčenko     |
| 7  | Ucraina (bandiera) | C     | Andriy Bliznichenko  |
| 8  | Ucraina (bandiera) | D     | Volodymyr Pol'ovyj   |
| 9  | Ucraina (bandiera) | C     | Yuri Vakulko         |
| 10 | Ucraina (bandiera) | C     | Vladyslav Kochergin  |
| 12 | Ucraina (bandiera) | P     | Andriy Lunin         |
| 13 | Ucraina (bandiera) | P     | Danylo Kucher        |
| 14 | Ucraina (bandiera) | D     | Jevhen Čeberjačko    |

| N. |                        | Ruolo | Calciatore       |
| -- | ---------------------- | ----- | ---------------- |
| 15 | Ucraina (bandiera)     | A     | Artem Dovbyk     |
| 17 | Ucraina (bandiera)     | A     | Denys Balanyuk   |
| 21 | Ucraina (bandiera)     | D     | Oleksiy Larin    |
| 23 | Ucraina (bandiera)     | D     | Evgen Cheberko   |
| 25 | Ucraina (bandiera)     | C     | Igor Kogut       |
| 33 | Azerbaigian (bandiera) | D     | Dmytro Nagiev    |
| 39 | Ucraina (bandiera)     | D     | Oleksandr Svatok |
| 71 | Ucraina (bandiera)     | D     | Maksym Lopyrnyok |
| 87 | Ucraina (bandiera)     | C     | Oleg Kozhushko   |
| 99 | Ucraina (bandiera)     | C     | Maksym Lunyov    |